# David Bremer
David Bremer var en svensk målare verksam i slutet av 1600-talet.
Bremer var verksam i Kalmar och är troligen upphovsman till de Hoppenstedtska porträtten i Kalmar domkyrka.  